# Monochasma savatieri
Monochasma savatieri är en snyltrotsväxtart som beskrevs av Adrien René Franchet och Carl Maximowicz. Monochasma savatieri ingår i släktet Monochasma och familjen snyltrotsväxter. Inga underarter finns listade i Catalogue of Life.